# (13239) Kana
(13239) Kana (1998 KN) – planetoida z pasa głównego asteroid okrążająca Słońce w ciągu 3,57 lat w średniej odległości 2,33 j.a. Odkryta 21 maja 1998 roku.